# Иваново (Арцизки район)
Вижте пояснителната страница за други значения на Иваново.
Иваново или Ивановка (на украински: Нова Іванівка; на руски: Новая Ивановка) е село в Южна Украйна, Одеска област, Болградски район. Заема площ от 3,54 км2. Преобладаваща част от жителите са бесарабски българи.

## География
Селото се намира в историческата област Буджак (Южна Бесарабия). Разположено е югозападно от Арциз, на 9 километра западно от Делен и на 10 километра северно от Задунаево.

## История
Около 1821 година в бившето татарско село Ески Кубей' се заселват български колонисти, които го прекръстват на Иваново в чест на ген.Иван Инзов.

## Население
Населението на селото според преброяването през 2001 г. е 2018 души.

### Езици
Численост и дял на населението по роден език, според преброяването на населението през 2001 г.:
| Роден език | Численост | Дял (в %) |
| Общо       | 2018      | 100.00    |
| Български  | 1777      | 88.05     |
| Руски      | 107       | 5.30      |
| Украински  | 73        | 3.61      |
| Гагаузки   | 39        | 1.93      |
| Молдовски  | 17        | 0.84      |
| Арменски   | 3         | 0.14      |
| Немски     | 2         | 0.09      |